# Домбкова-Парова
Домбкова-Парова (пол. Dąbkowa Parowa) — село в Польщі, у гміні Щутово Серпецького повіту Мазовецького воєводства.
Населення — 104 особи (2011).
У 1975-1998 роках село належало до Плоцького воєводства.

## Демографія
Демографічна структура станом на 31 березня 2011 року:
|          | Загалом | Допрацездатний вік | Працездатний вік | Постпрацездатний вік |
| -------- | ------- | ------------------ | ---------------- | -------------------- |
| Чоловіки | 49      | 14                 | 30               | 5                    |
| Жінки    | 55      | 9                  | 31               | 15                   |
| Разом    | 104     | 23                 | 61               | 20                   |